# کنت فارمر
کنت فارمر (انگلیسی: Kenneth Farmer; ۲۶ ژوئیهٔ ۱۹۱۲ – ۱۲ ژانویهٔ ۲۰۰۵) بازیکن هاکی روی یخ اهل کانادا بود.